# Danaus erippus

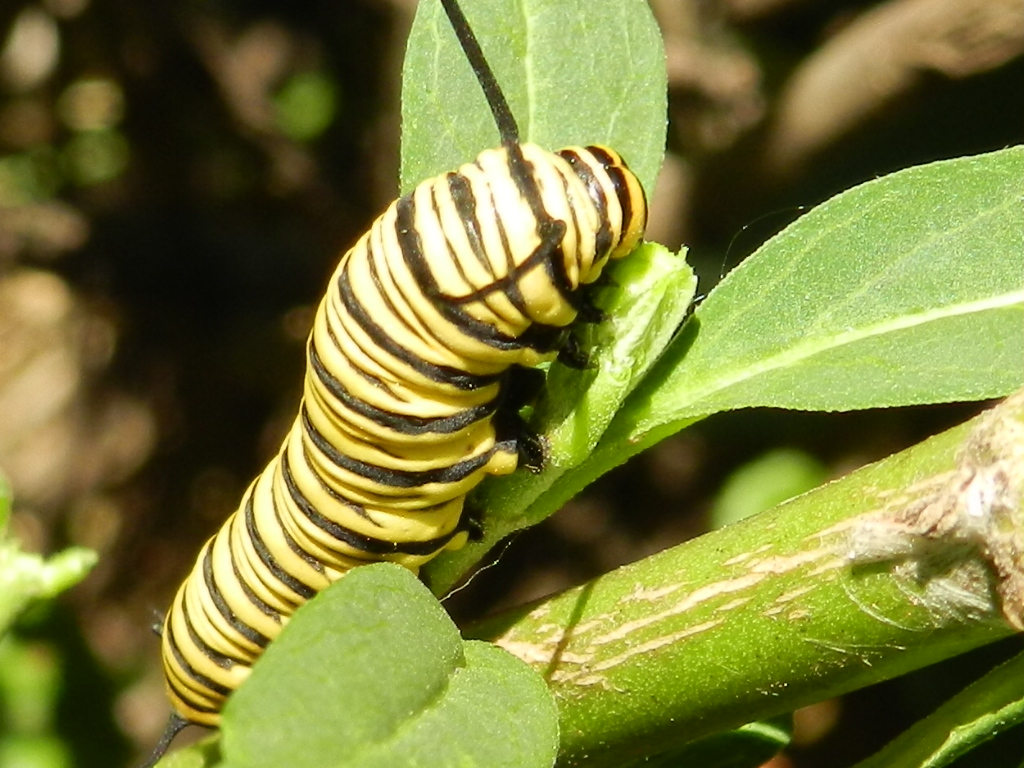
Oruga

La mariposa monarca del sur o mariposa monarca de América del sur (Danaus erippus) es una especie de lepidóptero ditrisio de la familia Nymphalidae. Es una de las más conocidas de todas las mariposas del Cono Sur de América del Sur.

## Características
Sus alas presentan un patrón de colores naranja, blanco y negro fácilmente reconocible, a lo que se suma una envergadura de entre 85 y 110 mm. El color de las alas en los machos es más pálido que en las hembras. Su longevidad puede alcanzar varios meses, mientras que los adultos de otras especies duran unos pocos días. Sus orugas presentan una coloración viva: verde, negra y amarilla, con filamentos en ambos extremos.
Hasta el año 2007, a esta especie se la consideraba sólo una subespecie de Danaus plexippus. Si bien ambas son muy similares, D. erippus por lo general tiene un borde naranja detrás de las alas anteriores, mientras que en D. plexippus es negro. 

### Color y defensa contra los depredadores
La mariposa monarca tiene colores vivos para espantar a posibles depredadores. Esta estrategia evolutiva funciona porque la mayoría de los depredadores asocian colores chillones, especialmente naranja, amarillo y negro, con veneno y otras propiedades desagradables. A este fenómeno se le llama aposematismo o coloración de aviso.
Las monarcas contienen glucósidos cardíacos en sus cuerpos, tomado de las plantas de asclepias de las que se alimentan las orugas, venenosas para los depredadores.

## Distribución y hábitat
Esta especie se distribuye en la mitad austral de América del Sur, desde el sur del Perú, el centro del Brasil, Bolivia, y Paraguay, llegando por el sur hasta Chile, el Uruguay y el norte y centro de la Argentina, hasta la provincia de Buenos Aires. Habita en pastizales, arbustales, matorrales, bordes de bosques, parques, y hasta en jardines de ciudades. 

### Migración
La mariposa monarca del sur realiza migraciones anuales, similares a las de su pariente norteamericano, Danaus plexippus plexippus, aunque no tan bien estudiadas y no tan extensas. La sudamericana se traslada desde las pampas argentinas hasta el sur de Brasil. Algunos ejemplares no emigran, y se los puede ver revoloteando en los días soleados del invierno, presentando una coloración más oscura que el patrón visible en el resto del año.
Sin embargo hay también observaciones de movimientos hacia el sur, a latitudes más frías, en otoño. No se han encontrado grandes colonias de mariposas en invernación en esta época del año.

### Plantas hospedadoras
Se alimentan de especies de Asclepias; si bien al igual que D. plexippus, también usan  plantas que no están en este género incluyendo: Astephanus geminiflorus, Cynanchum boerhaviifolium, Cynanchum atacamense y Tweedia birostrata. Hay sólo 12 especies de Asclepias en Sudamérica: A. barjoniifolia, A. boliviensis, A. mellodora, A. candida, A. flava y A. pilgeriana.  Las larvas también se alimentan de A. curassavica, una especie ampliamente distribuida en los neotrópicos, y A. physocarpa una especie introducida de origen africano.